# Aleksandrów Łódzki
Aleksandrów Łódzkiⓘ este un oraș în voievodatul Łódź, Polonia.